# Crawlers
Crawlers — англійський рок-гурт із Ліверпуля, Мерсісайд, створений у 2018 році. 
Музика гурту була класифікована як альтернативний рок, софт гранж.
Пісня гурту Crawlers, «Come Over (Again)», стала вірусною в TikTok наприкінці 2021 року. Відтоді гурт має великий успіх, гастролює по всьому світу та створює зростаючу базу шанувальників. На початку 2024 року вони гастролювали з гуртом Mother Mother.
У 2022 році гурт Crawlers підписав контракт з лейблом Polydor Records і випустив мініальбом Loud Without Noise, який дебютував під номером 22 у UK Albums Chart у листопаді 2022 року. 
У лютому 2024 року гурт випустив дебютний альбом The Mess We Seem to Make.

## Історія
Гурт Crawlers був створений в 2018 році однокласницями Емі Вудолл і Лів Мей, а також Холлі Мінто, з якою Мей познайомилася в Ліверпульському інституті сценічних мистецтв. Пізніше до них приєднався барабанщик Гаррі Брін, і вони почали виступати на невеликих майданчиках у Ліверпулі.
Гурт Crawlers отримав прихильників в Інтернеті, особливо в TikTok. Їхня пісня «Come Over Again» увійшла до топ-100 UK Singles Chart. Це призвело до того, що гурт підписав контракт з лейблом Polydor Records у січні 2022 року.
У квітні та листопаді 2022 року гурт провів два аншлагові тури Великобританією, під час яких вони відіграли свій наймасштабніший концерт на сьогодні в музичному закладі O2 Academy Liverpool.
У травні 2022 року гурт Crawlers підтримував гурт My Chemical Romance на концерті у Воррінгтоні у графстві Чешир.
17 січня 2023 року їхня пісня «So Tired» звучала в серіалі DC Universe, Doom Patrol.

## Учасники гурту
- Холлі Мінто (Holly Minto) — головний вокал, гітара, труба
- Емі Вудолл (Amy Woodall) — гітара
- Лів Мей (Liv May) — бас, бек-вокал
- Гаррі Брін (Harry Breen) — барабани
- Люсі Джонс (Lucy Jones) — фортепіано (сесія/гастролі)[9][10]

## Дискографія

### Альбоми
- The Mess We Seem to Make (2024)

### Мініальбоми
- Crawlers (2021)
- Loud Without Noise (2022) — No. 22 UK Albums Chart, No. 1 UK Rock and Metal Albums[11]

### Сингли
- "So Tired" (2019)
- "Placebo" (2020)
- "Hush" (2020)
- "That Time of Year Always" (2023)
- "Messiah" (2023)
- "Would You Come to My Funeral" (2023)

- "Call It Love" (2024)

- "Kills Me To Be Kind" (2024)

- "Golden Bridge" (2024)